# Abdallah Zakour
 (septembre 2024).
La mise en forme du texte ne suit pas les recommandations de Wikipédia : il faut le « wikifier ».
Les points d'amélioration suivants sont les cas les plus fréquents. Le détail des points à revoir est peut-être précisé sur la page de discussion.
- Les titres sont pré-formatés par le logiciel. Ils ne sont ni en capitales, ni en gras.
- Le texte ne doit pas être écrit en capitales (les noms de famille non plus), ni en gras, ni en italique, ni en « petit »…
- Le gras n'est utilisé que pour surligner le titre de l'article dans l'introduction, une seule fois.
- L'italique est rarement utilisé : mots en langue étrangère, titres d'œuvres, noms de bateaux, etc.
- Les citations ne sont pas en italique mais en corps de texte normal. Elles sont entourées par des guillemets français : « et ».
- Les listes à puces sont à éviter, des paragraphes rédigés étant largement préférés. Les tableaux sont à réserver à la présentation de données structurées (résultats, etc.).
- Les appels de note de bas de page (petits chiffres en exposant, introduits par l'outil «  Source ») sont à placer entre la fin de phrase et le point final[comme ça].
- Les liens internes (vers d'autres articles de Wikipédia) sont à choisir avec parcimonie. Créez des liens vers des articles approfondissant le sujet. Les termes génériques sans rapport avec le sujet sont à éviter, ainsi que les répétitions de liens vers un même terme.
- Les liens externes sont à placer uniquement dans une section « Liens externes », à la fin de l'article. Ces liens sont à choisir avec parcimonie suivant les règles définies. Si un lien sert de source à l'article, son insertion dans le texte est à faire par les notes de bas de page.
- La présentation des références doit suivre les conventions bibliographiques. Il est recommandé d'utiliser les modèles {{Ouvrage}}, {{Chapitre}}, {{Article}}, {{Lien web}} et/ou {{Bibliographie}}. Le mode d'édition visuel peut mettre en forme automatiquement les références.
- Insérer une infobox (cadre d'informations à droite) n'est pas obligatoire pour parachever la mise en page.

Pour une aide détaillée, merci de consulter Aide:Wikification.
Si vous pensez que ces points ont été résolus, vous pouvez retirer ce bandeau et améliorer la mise en forme d'un autre article.
Abdallah Zakour (en chleuh : ⵄⴱⴷⵍⵍⴰⵀ ⵣⴰⴳⵓⵔ, Ɛebdallah Zagur), également connu sous le nom de « Go Abdella » (Ait Abdallah, 1895 - 1972) était le Amghar des Aït Abdallah et un chef militaire Amazigh Chleuh originaire de l'Anti-Atlas qui s'opposa à la conquête française du Maroc au début du XXe siècle.
Zakour est connu pour être le chef de file de la bataille d'Aït Abdallah, également appelé "Le Combat du Tazalaght" par l'armée française, et qui a eu lieu fin février 1934. Ce fut la dernière bataille opposant par les armes la Résistance Amazigh marocaine à l'armée française qui marqua la fin de la pacification du Maroc. Après leur reddition, on se souvient de Zakour par sa célèbre citation chez les locuteurs chleuhs "Itmma l'quṛṭaṣ, itmma wawal" qui signifie littéralement "Plus de balles, plus rien à dire" : une façon d'exprimer que seul le manque d'artillerie cessa cette confrontation.

## Contexte de la pacification
La majeure partie du Maroc est pacifiée vers la fin de l'année 1933. ; il ne reste plus qu'à réduire les dissidents de l'Anti-Atlas et du Sud. Chez les Aït Oussa (en), des rapports tendent à s'établir avec la zone occupée; des caravanes de la fraction Ida ou Mguit viennent à Aqqa et à Touzounine. En outre, les officiers des affaires indigènes réussissent à lier conversation avec un autre groupement qui s'engage à ne pas commettre d'actes hostiles. Quant aux Aït Khebbach, ils se tiennent tous en pays Aït-ou-Mribet. La masse principale se trouve au sud de Fam Al Hisn ; elle entretient des relations amicales avec les populations soumises. Cet état de choses est même sanctionné par un pacte de garantie conclu au mois d'octobre 1933. Seuls les Aït Hammou gardent, dans l'ensemble, une attitude des plus douteuses ; la tribu campe entre Guelmim et le territoire des Aït Herbil.
Les opérations finales commencent en février 1934. Le général Giraud commande le groupe mobile de l'Est, qui doit agir dans la partie centrale de l'Anti-Atlas et au sud de la chaîne ; la lutte contre la résistence dans la région de Tiznit incombe au général Catroux. Giraud forme deux colonnes, aux ordres des colonels Marratuech et Trinquet.
La mission du premier consiste à s'engager en pleine montagne par le nord en partant d'Agadir-Tasguent, au sud-ouest d'Igherm, de manière à prendre à revers les tribus hésitantes ; il rejoindra le second à Tamanart. Le colonel Trinquet, dont la base de départ est à Aqqa, divise ses forces en quatre groupes : le gros, constitué par des éléments motorisés, sous le colonel Burnol ; une flanc-garde de gauche (deux compagnies sahariennes), assurant la couverture au Sud, en direction du Drâa ; une flanc-garde de droite (quatre escadrons sous le lieutenant-colonel de Bailliancourt), chargée de la protection au Nord, en zone montagneuse; le sous-groupement du lieutenant-colonel Gastey (unités motorisées et fantassins), pour la garde de l'arrière.
À la colonne Trinquet, des supplétifs occupent facilement Tizgui-el-Harratine, dans la nuit du 19 au 20 février ; la cavalerie reconnaît la Feidja jusqu'à Tamia, au cours de la journée. Ils entament la marche vers l'Ouest - Sud-Ouest, le 21. Ce jour-là, les troupes s'emparent sans incidents d'Aït-Hammou et Aït-Oua-Belli; le lendemain, elles prennent Tamezrar. À ce moment, tout le gros se trouve à Aït-Oua-Belli : les avions bombardent Icht. Le mouvement continue, le 23 ; Tadakoust et Agadir-n'Igouramen tombent. Les populations n'opposent aucune résistance; quelques fractions se soumettent. Sur ces entrefaites, la pluie et une tempête de sable viennent arrêter un instant la progression. Celle-ci est reprise, le 25 ; toujours avec la même rapidité. À 10 heures, ils tiennent Icht, une heure plus tard, Fam Al Hisn. Le colonel reçoit de nouvelles demandes d'aman  (une garantie de vie sauve à l'ennemi). Enfin, le 26, les troupes entrent à Tamanart, à une douzaine de kilomètres au nord-ouest d'Icht ; elles se saisissent de la majeure partie du district. Les ksour font leur soumission, le 27. Lorsque Trinquet est maître de Tamanart, Marratuech se porte en avant, le 28 février; il marche vers le Sud.

## Contexte de l'avant-bataille
L'insécurité qui règne à cette époque dans cette zone géographique était très connue. En 1932, il y eut une attaque importante du Poste du 13e Goum à Hassi El Kerma par près de 1000 résistants des Aït Hammou et des Aït Khebach. En 1933, il y eut une embuscade et des combats à Foum Ambed (ce qui a concerné les 29e et (àème Goum) ; les unités engagées y ont subi des pertes importantes. Il était nécessaire pour l'armée française d'y implanter deux goums supplémentaire, précisément à Imiteq.
D'ailleurs, jusqu'en février 1934, la piste d'Igherm, Tizgui Ida ou Balloul, Imiteq, Aqqa et Imiteq Tatta ne pouvait pas être utilisée avant la mise en place d'importants éléménts de sûreté sur les hauteurs dominant la route ; les camions marchant obligatoirement groupés en convoi, avec des auto-mitrailleuses blindées d'accompagnement : les fameuses... Après avoir identifié que le chemin le plus aisé pour traverser ces montagnes était par Aït Abdallah, l'armée française proposa la construction d'une route (et au passage la soumission sans délais des tribus d'Aït Abdallah et des tribus voisines), ce à quoi l'Amghar des tribus d'Aït Abdallah : Abdallah Zakour, 39 ans, répondit : "Akal iga Agharas", ce qui signifie : "la terre est (déjà) notre route" ; une expression concise traduisant clairement l'hostilité des tribus face à l'occupation française et leur refus de céder à la domination coloniale[réf. nécessaire].

## Combat du Tazalaght des Aït Abdellah
Les précisions (du côté français) de ce combat ont été apportées par le capitaine honoraire Maurice Rault, qui fut affecté comme brigadier-chef au 29e goum, à Imiteq, le 21 novembre 1933, et qui participa aux opérations de 1934 et plus particulièrement celui de Tazalaght : il tenait en effet le journal de marche de son unité dont il avait conservé un extrait.
Après plus de vingt ans de campagne de pacification par l'Armée française, le Combat du Tazalaght des Ait Abdellah a débuté le 28 février 1934 lorsque le Colonel Marratuech, qui reçut comme objectif d'atteindre le ksar (lieu fortifié) de Tazalaght (village faisant partie d'Aït Abdallah) qui est à une altitude de 1 500 mètres dans les montagnes de l'Anti-Atlas au Maroc. Marratuech envoya le 29e Goum sous le commandement du Capitaine Brosset. Ils partirent à 4h30 du matin du Souk Khemiss (traduction : le marché du jeudi) des Issafen et entame une progression vers le sud à travers le pays des Aït Abdallah.
L'accueil d'Abdallah Zakour ne se fait pas attendre : il a joué un rôle crucial en rassemblant les tribus voisines, telles que les Aït Ammeln et Aït Wafka pour organiser la résistance contre la campagne de pacification française.
De la base de départ, les goumiers observent des fumées monter derrière les murettes construites en profondeur sur toutes les ondulations du terrain et l'aviation confirme que ces murettes sont occupées : les Aït Abdallah attendent patiemment l'attaque française. Le Colonel Marratuech soumet alors les objectifs des goums à une violente préparation d'artillerie qui a été complétée par un bombardement intense d'aviation. Le résultat ne se fait pas attendre : les aviateurs signalent un certain désarroi chez Zakour et ses hommes. Les goums d'avant-garde (le 17e et 33e), sont accueillis par une fusillade vive qui perd rapidement de son intensité.
Le 48e, en flanc-garde gauche, progresse sans grosses difficultés autres que celles du terrain. Le petit groupement est accroché par Zakour et ses hommes à hauteur de Lemdin et font subir des pertes. Ce combat sera le seul de la campagne pourtant conséquente du groupement Marratuech. Les pertes françaises s'élèvent à 18 tués et 25 blessés. Les pertes marocaines s'élèvent à 14 martyrs (le nombre de blessé n'étant pas connu).
Le soir même, ses avants-gardes atteignent le front Azgour (Azougar), Ifesfes, Tazalaght. Le 1er mars, lorsque toutes les munitions eurent été consommées, tous les résistants d'Aït Abdallah et une partie des nomades font leur soumission, déposant leurs armes vides. Seul Zakour, dit Go Abdallah par les troupes françaises, ne s'est pas rendu. Le 3 mars 1934, sous la pression de ses proches, ne souhaitant pas qu'il soit tué par les goumiers, Zakour se rendit en personne au Colonel Marratuech, accompagné de son frère Cheikh M'hammed et demanda l'aman du Makhzen. Zakour rendit à ce moment précis le rôle d'Amghar (également appelé Caïd, le terme signifie le Chef ou encore le Sage), rôle repris par son frère Cheikh M'hammed. 
Ce combat a été classé, pour l'ensemble des engagements de la colonne Marratuech dans ce secteur comme : Combat du Tazalakht des Aït Abdallah dans la commune du même nom. Le 29e Goum atteindra le ksar de Tazalaght le 28 février 1934 à 17 heures et l'occupera jusqu'au 2 mars 1934 inclus. Après la prise de Tazalaght, le 29e Goum, toujours sous les ordres du Capitaine Brosset, marchera en avant-garde du groupement Marratuech, de Tazalaght à Tamanart, qui sera atteint le 6 mars 1934, à 8 heures 30, après avoir couvert 121 kilomètres en 3 jours (Aguerd n'Tamanart s'étant soumis le 26 février 1934 par le 26e Goum, la mission de l'armée d'occupation française avait pour but de rallier le 29e et le 26e goums, Aït Abdallah étant le point difficile à surpasser).
La bataille a duré 3 jours où l'armée française s'est illustré dans l'usage d'une dizaine d'avions de guerre afin de bombarder les habitants ainsi que l'utilisation de canons ou encore de mitraillettes automatiques tandis que les résistants n'avaient que de "simples" fusils.
Le 4, Marratuech gagne Timguilcht; il laisse à dix kilomètres à l'Ouest, au Tizi-n'Oumanouz, 1 goum et 1.500 partisans pour couvrir son flanc. Le 5, il atteint Tamanart pendant que le colonel Trinquet continue de recueillir des aman . Le 6, tous les éléments des goums sont réunis à Tamanart pendant que d'autres colonnes se dirigent vers le sud.
Les opérations de l'Anti-Atlas, considérées comme le dernier bastion armé de la résistance marocaine, sont bouclées. Aucune autre bataille n'a été relevé par l'armée française par la suite ; même dans les "opérations de Tindouf" qui trace l'évolution de la pacification française du 30 mars 1934 au 9 août 1934.

## Postérité
Les faits d'armes et la personnalité de Abdallah Zakour sont cité dans Qassidat Souss قصيدة سوس de Hajj Belaïd, édité par les éditions Baidaphone et Parlophone. La musique a été considérée comme étant "de nature à entretenir ou à exciter le désordre" et a donc été interdite dans "la zone française de l'Empire Chérifien" par le général de corps d'armée commandant les troupes du Maroc en place.
Après être resté 50 ans dans la tradition orale, le premier article de la revue Taoussna (culture en amazigh), écrit par Ahmed Assid en 1985 et co-écrit par Mohamed El Mstaoui, s'intitulant "Itmma l'quṛṭaṣ, itmma wawal" ("Plus de balles, plus rien à dire") traite enfin de l'histoire de Abdallah Zakour. Ahmed Assid explique que cette citation est une réponse aux officiers français lorsqu'ils demandèrent à Zakour ce qu'il avait à dire à la suite de sa défaite. D'après Ahmed Assid, Abdallah Zakour n'a plus parlé du Combat de Tazalaght : "ce qui est fait, est fait". C'est avec cet article que beaucoup de gens voient pour la première fois les traits d'Abdallah Zakour et son fameux regard (le portrait présent plus haut)[réf. nécessaire].
Une autre citation est attribuée à Abdallah Zakour :  "Akal iga Agaharas" qui signifie "La terre est notre route". Il s'agit d'une réponse à la demande officielle de l'armée française de créer des routes dans l'Anti-Atlas passant par Aït Abdallah afin de pouvoir la traverser facilement (auparavant, il était nécessaire de faire le tour de l'Anti-Atlas, pour des raisons logistiques et sécuritaire ; la région ne s'étant pas soumise). C'est l'épisode qui lança la volonté française d'aller soumettre par les armes la tribu des Aït Abdallah, comprenant qu'elle ne se fera pas de façon pacifique.
Un second article traitant de cette histoire est écrit par Mohamed El-Moustaoui dans les années 1990 et a été l'occasion de redécouvrir la tombe de Abdallah Zakour. Grâce à l'intérêt suscité par cet écrit, des efforts concertés avec la Province de Taroudant ont été menés pour identifier la tombe (sans nom jusqu'alors), longtemps négligée, et entreprendre sa rénovation. Cette initiative a permis de remettre en lumière la contribution de Hajj Zakour et de préserver sa mémoire pour les générations futures. L'initiative a également profité à Hajj Belaïd dont la tombe a bénéficié d'une rénovation faite par la Province de Tiznit[réf. nécessaire].
Une école dans le village d'Assaka (emplacement historique du Souk d'Aït Abdallah) porte le nom de Abdallah Zakour.